# Pajot Hills Classic
Pajot Hills Classic was een eendaagse wielerwedstrijd voor vrouwen die in 2016 en 2017 werd georganiseerd. De wedstrijd in de UCI 1.2-categorie werd eind maart verreden op de woensdag tussen Gent-Wevelgem en de Ronde van Vlaanderen. Er werd gereden in het Pajottenland tussen Gooik en Geraardsbergen en dient daarom niet verward te worden met Gooik-Geraardsbergen-Gooik, een 1.1-wedstrijd die eind mei wordt verreden. De eerste editie werd gewonnen door Marianne Vos bij haar rentree na een jaar van overtraining en blessures.
Vanaf 2018 ging de wedstrijd verder als de vrouweneditie van de Brabantse Pijl en wordt op dezelfde dag verreden als de editie voor mannen, met de start en finish aanvankelijk nog steeds in Gooik, maar vanaf 2020 werd de finish verplaatst naar Overijse.

## Erepodium
| Jaar | Winnares          | Tweede            | Derde             |
| ---- | ----------------- | ----------------- | ----------------- |
| 2016 | Marianne Vos      | Megan Guarnier    | Lotta Lepistö     |
| 2017 | Annette Edmondson | Barbara Guarischi | Ilaria Sanguineti |

### Overwinningen per land
| Overwinningen | Land                 |
| ------------- | -------------------- |
| 1             | Australië, Nederland |